# Zło nie istnieje
Zło nie istnieje (pers. شیطان وجود ندارد / Sheytan vojud nadarad) – irańsko-niemiecko-czeski dramat filmowy z 2020 roku w reżyserii Mohammada Rasoulofa. W głównych rolach wystąpili Ehsan Mirhosseini, Shaghayegh Shoorian, Kaveh Ahangar i Alireza Zareparast. Film miał premierę 28 lutego 2020 roku w konkursie głównym na 70. MFF w Berlinie, gdzie otrzymał nagrodę Złotego Niedźwiedzia.

## Fabuła
Film opowiada cztery osobne historie związane z funkcjonującą na terenie Iranu karą śmierci. Skupia się na przedstawieniu wykonujących wspomniany wyrok ludziach oraz osobach, na których życie wpłynęło sankcjonujące tam prawo. Każdy z bohaterów staje w obliczu dylematu moralnego powiązanego z koniecznością odbierania życia ludziom uznanym przez prawo za winnych wobec ciężkich przewinień.

## Obsada
- Ehsan Mirhosseini jako Heshmat
- Shaghayegh Shoorian jako Razieh
- Kaveh Ahangar jako Pouya
- Alireza Zareparast jako Hasan
- Salar Khamseh jako Salar
- Mohammad Valizadegan jako Javad
- Mahtab Servati jako Nana
- Mohammad Seddighimehr jako Bahram
- Zhila Shahi jako Zaman
- Baran Rasoulof jako Darya
- Darya Moghbeli jako Tahmineh[1]

## Odbiór

### Reakcja krytyków
Film spotkał się z dobrą reakcją krytyków. W agregatorze recenzji Rotten Tomatoes 98% z 52 recenzji uznano za pozytywne. Z kolei w agregatorze Metacritic średnia ważona ocen z 15 recenzji wyniosła 82 punktów na 100.

## Nagrody i nominacje
| Nagroda                                                     | Kategoria                                                                         | Wynik     |
| ----------------------------------------------------------- | --------------------------------------------------------------------------------- | --------- |
| Międzynarodowy Festiwal Filmowy w Berlinie                  | Nagroda Jury Ekumenicznego – Najlepszy film w konkursie (Mohammad Rasoulof)       | wygrana   |
| Międzynarodowy Festiwal Filmowy w Berlinie                  | Nagroda Specjalna – Nagroda Gildii Niemieckich Kin Studyjnych (Mohammad Rasoulof) | wygrana   |
| Międzynarodowy Festiwal Filmowy w Berlinie                  | Złoty Niedźwiedź – Najlepszy film (Mohammad Rasoulof)                             | wygrana   |
| Międzynarodowy Festiwal Operatorów Filmowych „Braci Manaki” | Udział w konkursie głównym (Ashkan Ashkani)                                       | nominacja |
| Międzynarodowy Festiwal Filmowy w Valladolid                | Nagroda Specjalna – Nagroda Złotych Blogów (Mohammad Rasoulof)                    | wygrana   |
| Międzynarodowy Festiwal Filmowy w Valladolid                | Złoty Kłos – Udział w konkursie głównym (Mohammad Rasoulof)                       | nominacja |